# Josep Feliu Masriera i Ballescà
Josep Masriera i Ballescà (Mataró, Maresme, 6 de febrer de 1931 - Mataró, Maresme, 3 de juliol de 2021) fou un dirigent esportiu i polític mataroní.
Vinculat amb el món esportiu, fou president del Centre Natació Mataró entre 1997 i 2012. Anteriorment, havia sigut responsable tècnic de les seccions de natació i de waterpolo així com secretari i vicepresident de l'entitat mataronina. En l'àmbit polític, es presentà en les llistes electorals de Convergència i Unió a les primeres eleccions municipals a Mataró, essent escollit regidor d'esports i joventut entre 1979 i 1983. En el següent mandat, sortí escollit com a regidor a l'oposició. Al llarg de la seva vida, exercí diferents càrrecs esportius. Fou nomenat cap del Servei de Federacions i Clubs de la Generalitat de Catalunya el 1982 i, posteriorment, cap d’Activitats Esportives de la Secretaria General de l'Esport (1982-97). Així mateix, fou directiu de la Federació Catalana de Natació (1976-79) i de la Reial Federació Espanyola de Natació (2003-08), i formà part comitè organitzador dels Jocs Olímpics de Barcelona 1992. Entre d'altres reconeixements, rebé l'escut d'or de la Federació Catalana de Natació (2012) i fou nomenat president honorari del CN Mataró fins a la seva mort (2012-21).